# Ivaylo Barutov
Ivaylo Barutov est un joueur bulgare de volley-ball né le 20 août 1976 à Sofia. Il mesure 1,98 m et joue attaquant.

## Clubs
| Club                     | Pays     | De            | À             |
| ------------------------ | -------- | ------------- | ------------- |
| CSKA Sofia               | Bulgarie | 1997-1998     | 2000-2001     |
| Halkbank Ankara          | Turquie  | 2001-2002     | 2001-2002     |
| Bursa Emniyet            | Turquie  | 2002-2003     | 2003-2004     |
| Arkas Izmir              | Turquie  | 2004-2005     | 2005-2006     |
| DAK Lamia                | Grèce    | 2006-2007     | 2006-2007     |
| Ziraat Bankası Ankara    | Turquie  | 2007-2008     | 2007-2008     |
| Pegah Urmia              | Iran     | 2007-2008     | 2007-2008     |
| Beauvais OUC             | France   | 2008-2009     | décembre 2008 |
| Ethnikos Alexandropoulos | Grèce    | décembre 2008 | juin 2009     |
| Beşiktaş                 | Turquie  | 2009-2010     | 2010-2011     |

## Palmarès
- Championnat de Bulgarie (3)
- Championnat de Turquie (1)
  - 2006